# Whatever Works – Liebe sich wer kann
Whatever Works – Liebe sich wer kann (Originaltitel: Whatever Works) ist eine romantische Filmkomödie, die im Frühjahr 2008 in New York gedreht wurde und am 22. April 2009 das Tribeca Film Festival eröffnete. Regie führte Woody Allen.

## Handlung
Whatever Works ist die Geschichte des mehr oder weniger genialen Exzentrikers Boris Yellnikoff, der nach einem Suizidversuch nicht mehr als Physikprofessor (der einmal gar für den Nobelpreis vorgeschlagen wurde) arbeitet, sich von seiner Frau getrennt hat und seitdem allein in der Lower East Side lebt. Eines Tages drängt sich die junge und naive Melody in sein Leben, die aus ihrem konservativ-christlichen Zuhause ausgerissen ist. Trotz ihrer sehr verschiedenen Charaktere und ihres unterschiedlichen Bildungsstandes werden der ältere New Yorker und die aufgeschlossene Südstaatlerin erst Freunde und dann, ungeachtet ihres Altersunterschieds, sogar ein Ehepaar. In der Ehe mit der jungen Frau kann Boris seine Panikattacken besser kontrollieren, während Melody zusehends Sprachduktus und Weltanschauung (wie Atheismus und Pseudo-Nihilismus) ihres Mannes übernimmt, dabei aber weder ihre Naivität noch ihre Lebensfreude verliert.
Ein Jahr später taucht überraschend Melodys Mutter Marietta auf, die von ihrem Mann verlassen wurde. Da sie die Ehe ihrer Tochter missbilligt, versucht sie immer wieder, ihre Tochter mit einem jüngeren Mann zu verkuppeln. Gleichzeitig wird sie in Boris’ Kreise eingeführt, emanzipiert sich zusehends, kann ihr Hobby, das Fotografieren, zum Beruf machen und lebt fortan mit zwei Männern in einer ménage à trois. Ihr später ebenfalls bei den Yellnikoffs auftauchender Ehemann, der sie nun wieder zurückgewinnen möchte, ist von diesem Wandel anfangs schockiert, entdeckt dann aber bei einem alkoholisierten Bargespräch mit einem anderen unglücklichen Verlassenen seine eigene Homosexualität und findet in seinem Gesprächspartner einen neuen Lebensgefährten.
Letztendlich sind Mariettas Bemühungen von Erfolg gekrönt und Melody verliebt sich tatsächlich in einen jüngeren Mann, was sie Boris nach einigem Zögern auch eingesteht. Dieser unternimmt daraufhin einen erneuten Suizidversuch: Er springt aus dem Fenster seines Hauses, landet allerdings auf einer Passantin – einer Hellseherin –, zu der er dann eine neue Beziehung aufbaut. Am Ende des Films haben somit alle Protagonisten glückliche neue Beziehungen geknüpft und feiern in Yellnikoffs Wohnung Silvester.
Eine Besonderheit des Films ist, dass sich Boris im Verlauf der Handlung immer wieder direkt an das Publikum wendet, was die anderen Figuren mit Verständnislosigkeit aufnehmen: Er kann durch die Vierte Wand blicken, seine Mitspieler hingegen haben nur eine begrenzte, binnenfiktionale Sicht der Dinge.

## Hintergründe
Evan Rachel Wood, die Darstellerin der Melody, bezeichnete den Film in einem Interview als „zwar klassischen Woody Allen, aber trotzdem anders als alles, was Allen bisher gemacht hat“.
Woody Allen schrieb das Drehbuch bereits in den frühen 1970er Jahren, wobei Zero Mostel für die Hauptrolle vorgesehen war, der jedoch im Jahr 1977 verstarb. Dreißig Jahre später griff Allen das Drehbuch wieder auf, um so einem Streik der Screen Actors Guild im Jahre 2009 zuvorzukommen, wobei er nach eigener Aussage nur einige zeitgeschichtliche Bezüge anpassen musste.
Die Produktionskosten lagen bei etwa 15 Millionen US-Dollar. Die Rechte für den US-amerikanischen Markt hat Sony Pictures Classics gekauft. Das Studio hatte auch schon die Rechte von Allens Sweet and Lowdown (1999) erworben.
Interessant ist auch, dass der Regisseur Woody Allen selbst mit einer deutlich jüngeren Frau, der Adoptivtochter seiner Ex-Frau Mia Farrow, Soon-Yi Previn, verheiratet ist – hier besteht eine autobiografische Parallele zur Filmhandlung.
Drehorte waren Manhattan und Queens. Damit ist Whatever Works der erste Film seit Melinda und Melinda (2004), den Allen wieder in seiner Heimatstadt New York gedreht hat.
Der Kinostart in Deutschland erfolgte am 3. Dezember 2009; der Delphi Filmpalast in Berlin zeigte den Film anlässlich seines 60-jährigen Bestehens bereits am 3. November, die Kinos in den Hackeschen Höfen bereits am 30. Oktober.

## Soundtrack
| Nr. | Titel                 | Interpret                      |
| --- | --------------------- | ------------------------------ |
| 1   | Hello I Must Be Going | Groucho Marx and Cast          |
| 2   | Salty Bubble          | Tom Sharpsteen and His Orlando |
| 3   | Butterfly By          | Heinz Kiessling                |
| 4   | Honeymoon Swoon       | Werner Tautz                   |